# Limnephilus hirsutus
Limnephilus hirsutus – gatunek owada z rzędu chruścików, z rodziny bagiennikowatych (Limnephilidae).
Występuje w prawie całej Europie, bez Skandynawii, larwy łowione w jeziorach, rzekach i strumieniach. Limneksen, w Polsce bardzo rzadki.
Jedną samicę złowiono nad jez. Mikołajskim. W Północnej Westfalii występuje w wodach torfowiskowych, czasem w strumieniach. Imagines spotykane nad stawami i ciekami Łotwy, bardzo rzadko nad Balatonem, jeziorami górskimi Czarnogóry; larwy złowione na Krymie w limnokrenie.